# Radoslawa Slawtschewa
Radoslawa Slawtschewa (international auch Radoslava Slavcheva geschrieben, bulgarisch Радослава Славчева; * 18. Juli 1984 in Weliko Tarnowo) ist eine bulgarische Fußballspielerin.

## Karriere

### Verein
Slawtschewa begann ihre Karriere in Bulgarien mit FK Boljarki Weliko Tarnowo. Im Sommer 2005 wechselte sie in die bulgarische AFG die höchste Frauenfußballspielklasse zu FC LP Super Sport aus Sofia. Sie wurde mit dem Verein 2006 Vize-Meister und spielte die Qualifikation zum UEFA Women’s Cup. Nach dem Ende der Saison 2008/2009 wechselte sie zum polnischen Erstligisten KKPK Medyk Konin.

### International
Slawtschewa ist aktuelle A-Nationalspielerin für die Bulgarische Fußballnationalmannschaft der Frauen und gab ihr Debüt am 18. November 2006 gegen die Estnische Fußballnationalmannschaft der Frauen.

## Privates
Slawtschewa machte im September 2007 ihren Master in Pädagogik an der St Cyril and St Methodius University of Veliko Turnovo, nachdem sie 2003 ihr Abitur an der Emilian Stanew Schule in Weliko Tarnowo machte.